# Willem Frijhoff
Willem Frijhoff, né à Zutphen (Pays-Bas) le 31 mai 1942 et mort le 5 avril 2024 à Rotterdam, est un historien néerlandais. Il a apporté une contribution importante à l'introduction de l'histoire des mentalités dans la tradition de la revue historique française des Annales aux Pays-Bas. Il est également l'auteur d'articles et d'ouvrages sur la diffusion du néerlandais et du français dans le monde.

## Biographie

### Formation
De 1960 à 1966, il fait des études de philosophie et de théologie au grand séminaire de l'archevêché d'Utrecht. De 1966 à 1971, il étudie l'histoire et les sciences sociales à Paris, à la Sorbonne (Faculté des lettres, Paris I et Paris IV) puis à l'École pratique des hautes études (6e section) devenue l'École des hautes études en sciences sociales (cent), où il est assistant de 1971 à 1981 au Centre d'anthropologie religieuse européenne du professeur Alphonse Dupront. À partir de 1977, il collabore également au département d'histoire de l'éducation de l'Institut national de recherche pédagogique (INRP).
En 1981, il obtient son doctorat à l'université de Tilbourg. De 1981 à 1983 il y est assistant de recherche.
De 1983 à 1997, il est professeur d'histoire sociale (chaire d'histoire culturelle et d'histoire des mentalités des sociétés pré-industrielles) à l'université Érasme de Rotterdam.
Il est docteur honoris causa de l'université de Mons-Hainaut (Belgique) (histoire de l'éducation) depuis 1998.
Il est un des fondateurs de la Société internationale d'histoire du français langue étrangère et seconde (SIHFLES). Il est membre de l'Académie royale néerlandaise des arts et des sciences, de la Commission internationale pour l'histoire des universités (CIHU) et nombreuses autres sociétés savantes.
De 1997 à sa retraite en 2007, il est professeur d'histoire moderne à l'Université libre d'Amsterdam (Vrije Universiteit), où il succède à Arie van Deursen (nl). Il est doyen de faculté de 2002 à 2006. Il est aujourd'hui professeur émérite.

## Vie personnelle
Wilhelmus Theodorus Maria Frijhoff vit à Rotterdam et est marié à Sabine de Mezamat de Lisle ; ils ont une fille, Laia Fleur Aurélie, née en 1985.

## Œuvre
Ses centres d'intérêts scientifiques comprennent des processus historiques de la transmission culturelle (éducation familiale, éducation, culture de la lecture), de la mémoire collective, la perception et l'identité des personnes, des groupes et des villes. Il travaille sur l'anthropologie historique (la magie, la santé, le corps, les miracles), et les formes de l'expérience religieuse à l'Époque moderne.
Il a dirigé la publication de l'histoire de sa ville natale de Zutphen (Zutphen, 1989. réimpression. 2003) ainsi que celle de Dordrecht (3 parties, Hilversum, 1996-2000  (ISBN 978-90-6550-600-9)). Il a également dirigé le tome 2 de l'édition de l'histoire d'Amsterdam, (Nimègue, 2004-2005).
En 2011 il a participé à l’Atlas historique de Zutphen, publié par Vantilt.

### Articles
(liste partielle)
- « Modèles éducatifs et circulation des hommes : les ambiguïtés du second Refuge », in: La Révocation de l'Édit de Nantes et les Provinces-Unies, 1685. Colloque international du Tricentenaire, Leyde, 1-3 avril 1985 (Amsterdam/Maarssen: APA - Holland University Press, 1986), p. 51–75.
- « Le Français et son usage dans les Pays-Bas septentrionaux», in: Documents pour l'histoire du français langue étrangère ou seconde, no 3 (juin 1989), p. 1–8.
- « L'usage du français en Hollande, XVIIe et XIXe siècles : propositions pour un modèle d'interprétation », in: Études de linguistique appliquée, nouvelle série, no 78 (avril-juin 1990), p. 17–26.
- « Damiette appropriée : la mémoire de croisade, instrument de concorde civique, Haarlem, XVIe et XVIIIe siècles », Revue du Nord, 2006 vol. 88, no 364
- « Le Plurilinguisme des élites en Europe de l'Ancien Régime au début du XXe siècle », in: Le Français dans le Monde. Numéro spécial: Vers le plurilinguisme des élites, éd. Daniel Coste & Jean Hébrard (février-mars 1991), p. 120–129.
- « Comenius et les Pays-Bas : une interprétation», in: Hana Voisine-Jechová (éd.), La visualisation des choses et la conception philosophique du monde dans l'œuvre de Comenius (PUP-Sorbonne, 1994), p. 19–39.
- « La formation des négociants de la République hollandaise » in: Franco Angiolini & Daniel Roche (éd.), Cultures et formations négociantes dans l'Europe moderne, Éd. de l'EHESS, 1995, p. 175–198.
- Autodidaxies, XVIIe et XIXe siècles : Jalons pour la construction d'un objet historique, Histoire de l'éducation, no 70 (mai 1996), p. 5–27.
- « Le Français en Hollande après la Paix de Westphalie : langue d'immigrés, langue d'envahisseurs, ou langue universelle ? », in: Documents pour l'histoire du français langue étrangère ou seconde, no 18 (décembre 1996), p. 329–350.
- « Le Paris vécu des Néerlandais : de l'Ancien Régime à la Restauration », in: Marie-Christine Kok Escalle (éd.), Paris : de l'image à la mémoire. Représentations artistiques, littéraires, socio-politiques (Amsterdam & Atlanta: Rodopi, 1997), p. 8–36.
- « Métaphores d’identité : appropriations de l’art hollandais », Perspective, 2 | 2011, 621-623 [mis en ligne le 06 août 2013, consulté le 31 janvier 2022. URL : http://journals.openedition.org/perspective/695 ; DOI : https://doi.org/10.4000/perspective.695].

## Distinctions
Il a obtenu en 2010 le prix scientifique franco-néerlandais Descartes-Huygens décerné par l'Académie royale néerlandaise des arts et des sciences et l'Académie des sciences de l'Institut de France.